# Les Misérables (film, 1952)
Pour les articles homonymes, voir Les Misérables (homonymie).
Pour plus de détails, voir Fiche technique et Distribution.
Les Misérables est un film américain de Lewis Milestone, sorti en 1952, d'après Les Misérables de Victor Hugo.

## Synopsis
Adaptation du roman de Victor Hugo.

## Fiche technique
- Titre : Les Misérables
- Titre original : Les Miserables
- Réalisation : Lewis Milestone, assisté de Gerd Oswald (non crédité)
- Scénario : Richard Murphy d'après l'œuvre de Victor Hugo
- Production : Fred Kohlmar
- Société de production : 20th Century Fox
- Musique : Alex North
- Photographie : Joseph LaShelle
- Montage : Hugh S. Fowler
- Direction artistique : J. Russell Spencer et Lyle R. Wheeler
- Décors : Thomas Little et Walter M. Scott
- Costumes : Dorothy Jeakins et Charles Le Maire
- Pays d'origine : États-Unis
- Langue : anglais
- Format : Noir et blanc - Mono (Western Electric Recording)
- Genre : Drame
- Durée : 101 minutes
- Date de sortie : États-Unis : 14 août 1952

## Distribution
- Michael Rennie : Jean Valjean
- Debra Paget : Cosette
- Robert Newton : Javert
- Sylvia Sidney : Fantine
- Cameron Mitchell : Marius
- Edmund Gwenn : Bishop Courbet
- Elsa Lanchester : Madame Magloire
- James Robertson Justice : Robert
- Joseph Wiseman : Genflou
- Rhys Williams : Brevet
- Florence Bates : Madame Bonnet

Et, parmi les acteurs non crédités :
- Leonard Carey : un citoyen
- Stanley Logan : un juge
- Dayton Lummis : l'avocat de la défense
- Moyna MacGill : une religieuse
- Sean McClory : Bamatabois
- June Tripp : la mère supérieure

## Sortie
En France le film est initialement exploité sous le titre La vie de Jean Valjean.

## Autour du film
Cette version prend un grand nombre de libertés avec l'intrigue du roman.
Pour abréger, seulement les différences les plus importantes seront citées ci-dessous. Pour l'action du roman, voir Les Misérables.
- Jean Valjean est condamné à dix ans de galères en 1800 (au lieu de cinq ans en 1796).
- Valjean purge sa peine sur une galère et non au Bagne de Toulon.
- Valjean n'essaye qu'une fois de s'évader au lieu de quatre.
- L'anecdote sur la famille de Javert est révélée par un forçat - et Javert s'en soucie peu.
- Le passeport que Valjean reçoit à la fin de sa peine est jaune seulement à cause de cette tentative d'évasion (en vérité, les forçats libérés recevaient toujours des passeports jaunes). Puisque le film est en noir et blanc, ce passeport écrit entièrement en français est tamponné "yellow" en anglais.
- Chez l'évêque, Valjean s'agenouille par hasard sur une rose tombée à terre; c'est cette rose qui deviendra le symbole de sa réhabilitation au lieu des deux chandeliers d'argent.
- Valjean ne sauve pas le charretier Fauchelevent, il arrête le cheval emballé de la voiture d'un riche bourgeois.
- L'usine de M. Madeleine fabrique de la poterie; dans le livre c'est la verroterie en gomme-laque.
- Valjean a un ami, Robert, qui a tout de suite deviné la vraie identité de M. Madeleine.
- Cosette revoit sa mère avant la mort de celle-ci.
- Les trois forçats qui doivent identifier Champmathieu se nomment Brevet, Chenildieu et Genflou. Ce dernier essaye de détourner les soupçons du vrai Valjean.
- Javert semble avoir parfaitement prévu que Valjean allait révéler sa véritable identité.
- Valjean assomme Javert quand celui-ci vient pour l'arrêter.
- Les Thénardier et leurs filles Éponine et Azelma ne sont pas mentionnés.
- Enjolras n'existe pas plus que Grantaire; Marius est le seul meneur du groupe révolutionnaire, qui en plus n'a pas de nom.
- Il est indiqué que Valjean pourrait être amoureux de Cosette (il se récitent des vers de "Roméo et Juliette"). (À noter que certaines attitudes de Valjean vis-à-vis de Cosette sont décrites par Hugo de façon extrêmement ambiguë.)
- Gavroche n'a qu'un tout petit rôle, sa mort ne figure pas.
- Marius affronte Valjean, l'accusant de retenir Cosette comme une prisonnière pour la garder pour lui-même.
- Javert suit Valjean dans les égouts.
- Valjean est présent quand Javert se suicide, le film s'achève par cette scène